# Yabuuchi Kiyoshi
Yabuuchi Kiyoshi (jap. 薮内 清; * 12. Februar 1906; † 2. Juni 2000), häufig auch in Kunrei-Schreibweise Kiyosi Yabuuti, war ein japanischer Wissenschaftshistoriker. Er gilt als Pionier auf dem Gebiet der chinesischen Mathematik- und Astronomiegeschichte.

## Leben

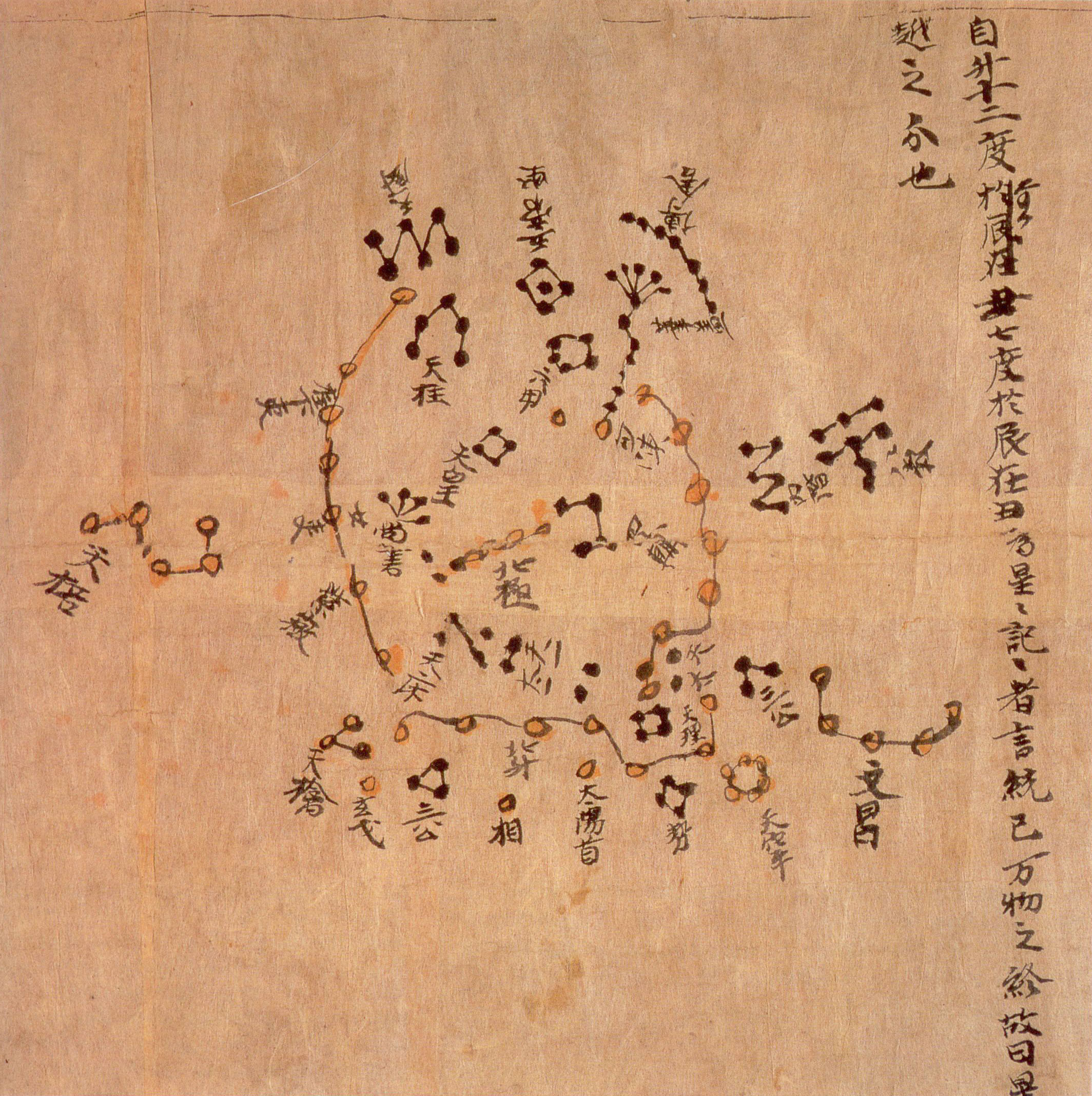
Altchinesische Sternkarte, ca. 700 AD

Yabuuchi lehrte an der Universität Kyōto. Sein international bekanntestes Werk zur Geschichte der chinesischen Mathematik, Une histoire des mathématiques chinoises, wurde von Kaoru Baba und Catherine Jami ins Französische übersetzt. Bei seinen intensiven Forschungen zur chinesischen Astronomiegeschichte untersuchte er insbesondere auch die Einflüsse der islamischen Astronomie und das Verhältnis von indischer und chinesischer Astronomie. Michio Yano betonte starke Ähnlichkeiten der Arbeitsweise von Yabuuchi mit der Methodik des Mathematikers und Astronomen Otto Neugebauer:

“In many respects I found similarities between Neugebauer and Yabuuti. Both were very competent in mathematics and their mathematical insight led them to important discoveries in the history of the exact sciences even before reading the original texts. Both, however, asked for collaboration with those who knew the languages concerned
in order to apply the same rigorous method to history as to the exact sciences.”

Am 2. Juni 2000 starb Yabuuchi Kiyoshi im hohen Alter von 94 Jahren.

## Auszeichnungen und Ehrungen
1969 erhielt er den renommierten Asahi-Preis, 1972 wurde Yabuuchi mit der George-Sarton-Medaille ausgezeichnet, dem höchst renommierten Preis für Wissenschaftsgeschichte der von George Sarton und Lawrence Joseph Henderson gegründeten History of Science Society (HSS). Zu Ehren des Wissenschaftlers und auf Vorschlag seines Schülers Kiichirō Furukawa trägt der 1953 von Karl Wilhelm Reinmuth entdeckte Asteroid Nr. 2652 den Namen Yabuuti.

## Veröffentlichungen (Auswahl)
- Indian and Arabian astronomy in China. In: Silver Jubilee Volume of the Zinbun-Kagaku-Kenkyusyo Kyoto University. Kyoto 1954, S. 585.
- Comparative Aspects of the Introduction of Western Astronomy into China and Japan, Sixteenth to Nineteenth Centuries. In: Chung Chi Journal, Mai 1968, Vol. 7 Nr. 2, S. 155f.
- Kaoru Baba (Üb.), Catherine Jami (Üb.): Une histoire des mathématiques chinoises.Éditions Belin, Pour la Science, Paris 2000, ISBN 2-7011-2404-2.
- Granting the Seasons: The Chinese Astronomical Reform of 1280, With a Study of Its Many Dimensions and a Translation of Its Records. (Herausgeber, gemeinsam mit Nathan Sivin und Shigeru Nakayama.) Springer Verlag, Berlin Heidelberg, 2008, ISBN 978-0-387-78955-2.